# Di palo in sesto
Di palo in sesto - la TV degli Oblivion è il primo DVD realizzato dal gruppo comico-musicale degli Oblivion che contiene varie clip video del gruppo e alcuni estratti dello spettacolo ControXFucktor (spettacolo dal quale deriverà il loro Oblivion Show) registrati allo Zò Cafè di Bologna.
È il primo disco in cui gli Oblivion compaiono nella loro formazione definitiva.

## Cast
Il gruppo: Graziana Borciani, Davide Calabrese, Francesca Folloni, Lorenzo Scuda, Fabio Vagnarelli. 
Partecipazione straordinaria di Luciano Manzalini (Gemelli Ruggeri) e MuCe.
I diversi numeri sono accompagnati da una band composta da:
- Sebastian Mannutza (batteria)
- Simone Manfredini (pianoforte)
- Camilla Missio (contrabbasso)
- Lorenzo Scuda (chitarra)
- Gianluca Naldi (banjo)
- Tania Righi (violino)
- Anna Lodi Rizzini (violino)
- Antonio Rimedio (oboe e fisarmonica)
- Stefano Melloni (sax alto)
- Alessio Alberghini (sax tenore e flauto)
- Matteo Costanzi (tromba)
- Giordano Bruno Tedeschi (trombone, basso tuba e bombardino)

## Contenuti
1. Quartetto Cetra Blob
2. Nomadi Blob
3. Cazzottissima: La Canzone del Sole
4. Cazzottissima: C'era un ragazzo che come me...
5. Cazzottissima: Azzurro
6. Reality show: Tana libera tutti (Scuda - Calabrese)
7. Reportage: Adesso! (Scuda - Calabrese)
8. Carosello: Rato l'immigrato (Scuda - Calabrese)
9. Oblivionteca numero tre. I Promessi Sposi... in 10 minuti (Scuda - Calabrese)
10. La Stazione di Bologna (Scuda - Calabrese)
11. La Coppa di Testa (Scuda - Calabrese)
12. Ride il Telefono: Parole tra noi (Calabrese)
13. Ride il Telefono: Buonasera Risponditore (Scuda - Calabrese)
14. Ride il Telefono: Nessun soldo per gli alimenti (Scuda - Calabrese)
15. Canzoni per non udenti: Io amo
16. Canzoni per non udenti: Ancora
17. Extra: Il Fattore X (Scuda)